# Lee Winston Leandro da Silva Oliveira
Lee Winston Leandro da Silva Oliveira, noto semplicemente come Lee (San Paolo, 9 marzo 1988), è un calciatore brasiliano, portiere dell'Independente-AP.

## Palmarès

### Club

#### Competizioni statali
- Campionato Baiano: 1

Vitória: 2010
- Campionato Mineiro: 2

Atlético Mineiro: 2012, 2013

#### Competizioni internazionali
- Coppa Libertadores: 1

Atlético Mineiro: 2013